# Benefietactie

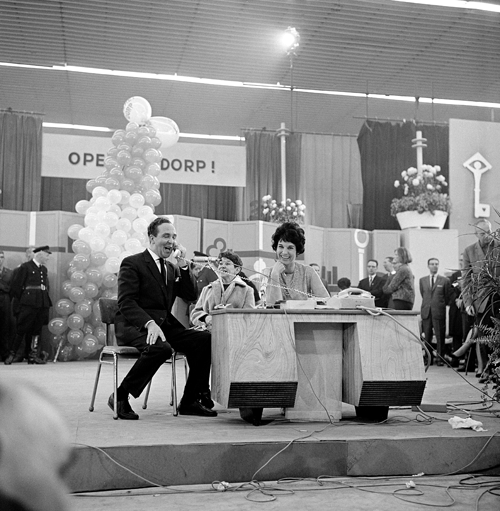
Wim Kan, Corry Vonk en Mies Bouwman tijdens Open het Dorp, een benefietactie op de Nederlandse televisie

Een benefietactie of benefiet is een actie met het doel hulp in te zamelen voor een bepaald project, een goed doel. 
De actie kan streven naar het inzamelen van hulpgoederen, of naar het inzamelen van geld. Tevens kan de actie een informerend of sensibiliserend karakter hebben.
De geldwerving kan op vele manieren gebeuren, zoals met een benefietconcert of collecte. Ook televisieshows, sportevenementen en eetfestijnen worden geregeld als middel bij een benefietactie gebruikt. Bij vele humanitaire rampen worden marathonuitzendingen op televisie ingepland, waarbij de kijker wordt opgeroepen via een callcenter of internet geld te doneren. In het programma wordt dan de stijging van de verworven fondsen weergegeven en wordt de aandacht van de kijker vastgehouden met optredens en duidende interviews.
De opzet van een benefietactie kan voortvloeien uit vrijwilligerswerk of opgezet worden door overheden of niet-gouvernementele organisaties.
Een jaarlijks terugkerende en ook een van de bekendste benefietacties is het door radiozender NPO 3FM georganiseerde Serious Request, dat elk jaar in december, in de week voor Kerstmis wordt gehouden. Bij deze actie worden drie dj's van 3FM zes dagen opgesloten in een Glazen Huis om geld op te halen voor goede doelen. Dit doen ze door door luisteraars en het publiek aangevraagde muziek te draaien in ruil voor donaties. Ook met vele andere acties door het hele land wordt tijdens de periode van de actie geld opgehaald voor het goede doel van de actie. Deze actie heeft veel navolging gekregen in andere landen over de hele wereld.

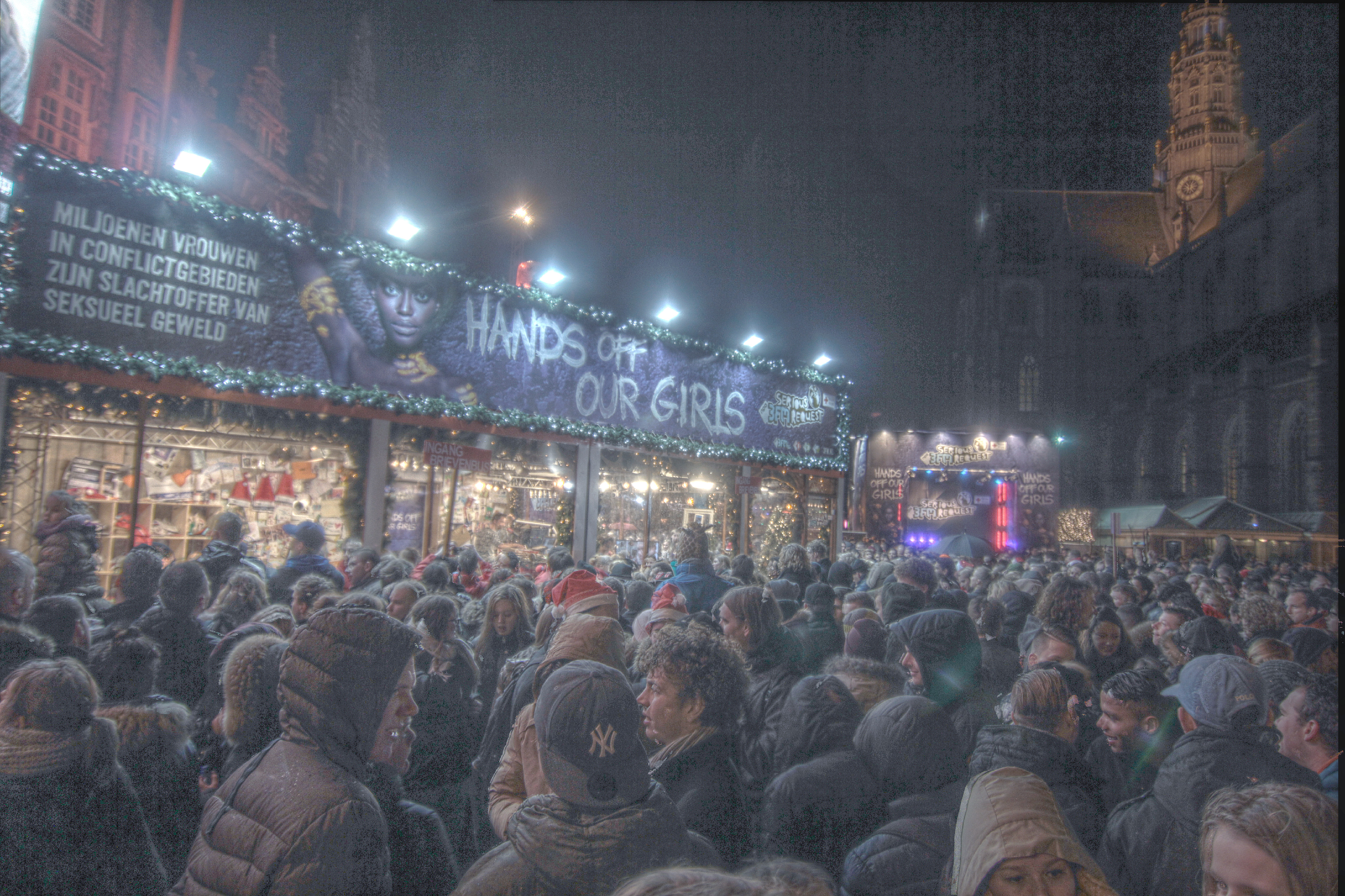
Serious Request op de Grote Markt in Haarlem in december 2014